# Comuna Kuklen, Plovdiv
Kuklen (în bulgară Куклен) este o comună în regiunea Plovdiv, Bulgaria, formată din orașul Kuklen și satele Dobralăk, Iavrovo, Ruen, Gălăbovo și Țar Kaloian. 

## Demografie
Componența etnică a comunei Kuklen
     Turci (27,21%)
     Nicio identificare (8,11%)
     Romi (8,02%)
     Bulgari (56,46%)
     Altele (0,18%)
La recensământul din 2011, populația comunei Kuklen era de 6.431 locuitori. Din punct de vedere etnic, majoritatea locuitorilor (56,46%) erau bulgari, existând și minorități de turci (27,21%) și romi (8,02%). Pentru 8,11% din locuitori nu este cunoscută apartenența etnică.